# ريتشارد سميث (دبلوماسي)
ريتشارد سميث (بالإنجليزية: Richard Smith)‏ هو دبلوماسي أسترالي، ولد في 14 ديسمبر 1934 في تامورث في أستراليا، وتوفي في 26 يوليو 2015.